# Liechtenstein ai Giochi della XV Olimpiade
Il Liechtenstein ha partecipato ai Giochi della XV Olimpiade, svoltisi ad Helsinki, dal 19 luglio al 3 agosto 1952,  
con una delegazione di 2 atleti impegnati in 1 disciplina,
senza aggiudicarsi medaglie.